# Matt Johnson (director)
Matt Johnson (nascut el 5 d'octubre de 1985) és un actor i cineasta canadenc. Primer va rebre elogis pels seus llargmetratges independents de baix pressupost, com The Dirties (2013), que va guanyar el millor llargmetratge narratiu al Slamdance Film Festival, i Operation Avalanche (2016), que es va estrenar al Festival de Cinema de Sundance.
Johnson va aconseguir l'aclamació i l'èxit comercial amb el seu tercer llargmetratge, BlackBerry (2023), que va documentar l'ascens i la caiguda del telèfon BlackBerry. La pel·lícula es va estrenar en competició al 73è Festival Internacional de Cinema de Berlín, i va guanyar diversos premis, inclòs els 50.000 dòlars canadencs del Premi Rogers a la millor pel·lícula canadenca de l'Associació de Crítics de Cinema de Toronto.

## Carrera

### 2007-2009: Treball inicial
Johnson és conegut per co-crear, escriure, dirigir i protagonitzar la sèrie web de baix pressupost Nirvanna the Band the Show del 2007 al 2009.

### 2013–2014:The Dirties
Johnson va aconseguir un gran reconeixement de la crítica al Canadà amb el seu primer llargmetratge The Dirties, que va guanyar la millor pel·lícula narrativa al Slamdance Film Festival. Fou nominat al Canadian Screen Award a la Millor Muntatge als 2ns Canadian Screen Awards el 2014 per The Dirties.
La pel·lícula tenia un pressupost de producció de 10.000 dòlars. Després d'acabar la producció, es van necessitar 45.000 dòlars addicionals per assegurar els drets de llicència de la música utilitzada a la pel·lícula. Tot el finançament de la pel·lícula va sortir de la seva butxaca."
Gairebé no hi havia diàlegs amb guió i es van rodar diverses escenes sense que alguns dels participants s'adonessin.

### 2016:Operation Avalanche
Operation Avalanche es va estrenar al Festival de Cinema de Sundance. Johnson havia rebut una oferta per estrenar la pel·lícula al Festival Internacional de Cinema de Toronto, però va rebutjar, raonant que la pel·lícula es perdria en el gran nombre de pel·lícules que s'hi mostraven. Lionsgate la va llançar als EUA el 16 de setembre de 2016. Va ser nominat pel Millor Director als 5na Canadian Screen Awards el 2017 pel seu treball a Operation Avalanche.
La pel·lícula va rebre majoritàriament ressenyes positives de la crítica. Peter Debruge de Variety  va escriure: "L'acrobàcia salvatge i gairebé il·legal de Matt Johnson i Owen Williams ofereix molt de temps amb la seva premissa boja." John DeFore de The Hollywood Reporter la va qualificar d'una "fantasia simpàtica, si no sempre convincent, que treu molt de la seva sensació d'època". Anthony Kaufman de Screen Daily va escriure que la pel·lícula "sembla més una alosa divagant que una pel·lícula ben concebuda".

### 2016–2018:Nirvanna the Band the Show
Nirvanna the Band the Show es va remasteritzar i es va tornar a llançar al Festival Internacional de Cinema de Toronto de 2016 i posteriorment com a sèrie de televisió a Viceland a tardor de 2016. L'espectacle és protagonitzat per Johnson i Jay McCarrol com "Nirvanna the Band", dos millors amics i companys d'habitació desafortunats de tota la vida, que participen en una sèrie d’acrobàcies publicitàries complexes a la seva ciutat natal de Toronto amb l'esperança d'aconseguir un concert a The Rivoli, malgrat que mai no han escrit ni gravat cap cançó, ni han pres cap altra mesura per preparar la seva banda.

### 2023:BlackBerry
El 2022, Johnson va dirigir i coescriure, amb Matthew Miller, la pel·lícula BlackBerry, sobre l'ascens i la caiguda de l'empresa tecnològica canadenca. Research in Motion. La pel·lícula és protagonitzada per Glenn Howerton com a Jim Balsillie, i Jay Baruchel com a Mike Lazaridis. BlackBerry es va estrenar en competició al 73è Festival Internacional de Cinema de Berlín el 17 de febrer de 2023, and attracted widespread critical acclaim.
La pel·lícula va guanyar diversos reconeixements, inclòs el Premi Rogers a la millor pel·lícula canadenca de l'Associació de Crítics de Cinema de Toronto (50.000 dòlars canadencs).
La pel·lícula va batre el rècord de més nominacions per a una pel·lícula als Canadian Screen Awards, amb 17 nominacions a la cerimònia del 2024. Més tard  va guanyar 14 premis, inclòs a la Millor pel·lícula.

### Altres treballs
A més de les seves pròpies produccions, ha tingut papers d'actuació en llargmetratges com Diamond Tongues, i els projectes de Kazik Radwanski How Heavy This Hammer, Anne at 13,000 Ft. i Matt and Mara.
Johnson va fer un successor espiritual animat de Nirvanna the Band the Show anomenat Matt & Bird Break Loose el 2021.
Johnson i Miller van fundar la seva pròpia casa de producció, Zapruder Films, l'any 2013. Tres anys més tard, el 2016, la companyia va llançar el seu primer projecte, Operation Avalanche. La companyia segueix activa avui dia.
Johnson i Miller van guanyar el Canadian Screen Award al Millor guió adaptat, i Johnson va guanyar el premi al Millor Director, als 12ns Canadian Screen Awards el 2024 per BlackBerry.
El 2024, va exercir com a president del jurat de la cerimònia de lliurament dels premis de la Competició Cheval Noir al 28è FanTasia.

## Filmografia

### Cinema

#### Com a escriptor/director
| Any  | Títol               | Director | Escriptor | Productor | Actor | Notes                                  |
| ---- | ------------------- | -------- | --------- | --------- | ----- | -------------------------------------- |
| 2013 | The Dirties         | Sí       | Sí        | Sí        | Sí    | També editor, coescrit amb Evan Morgan |
| 2016 | Operation Avalanche | Sí       | Sí        | Sí        | Sí    | Co-escrit amb Josh Boles               |
| 2023 | BlackBerry          | Sí       | Sí        | No        | Sí    | Co-escrit amb Matthew Miller           |

#### Com a actor
| Any  | Títol                 | Paper                   | Notes                                                |
| ---- | --------------------- | ----------------------- | ---------------------------------------------------- |
| 2013 | The Dirties           | Matt                    |                                                      |
| 2015 | Diamond Tongues       | John Matheson           |                                                      |
| 2015 | How Heavy This Hammer | Hardware Store Employee |                                                      |
| 2016 | Operation Avalanche   | Ell mateix              | Johnson interpreta una versió de ficció de si mateix |
| 2019 | Anne at 13,000 Ft.    | Matt                    | Diferent paper a The Dirties                         |
| 2023 | BlackBerry            | Doug Fregin             |                                                      |
| 2024 | Matt and Mara         | Matt                    | Diffrent paper a The Dirties i Anne at 13,000 Ft.    |
| 2024 | The Heirloom          | Veterinari bel·lígerant |                                                      |

### Televisió

#### Com a director
| Any       | Títol                      | Director | Creador | Actor | Notes                      |
| --------- | -------------------------- | -------- | ------- | ----- | -------------------------- |
| 2017-2018 | Nirvanna the Band the Show | Sí       | Sí      | Sí    | Dirigí tots els16 episodis |

#### Com a actor
| Any       | Títol                      | Paper |
| --------- | -------------------------- | ----- |
| 2017-2018 | Nirvanna the Band the Show | Matt  |